# Разграничење Србије и Хрватске 1945. године
Током постојања Независне државе Хрвтске у оквиру Трећег рајха, Хрвати су масовно усељавани у празне фолксдојчерске домове. На овај начин убрзано је измењена етничка структура простора Славоније и Срема. И након доласка на власт Јосипа Броза и његова КПЈ, хрватски комунисти одлучно тражи цео овај простор за своју НР Хрватску. Да би се решио спор између Србије (Војводине) и НР Хрватске, формира се 19. јуна 1945. године државна комисија да испита стање и припреми предлог решења. На челу комисије је Милован Ђилас, а чланови су били Вицко Крстуловић (министар унутрашњих послова НР Хрватске), Милентије Поповић (министар унутрашњих послова НР Србије), Јован Веселинов, секретар ЈНОФ Војводине и Јерка Златарић, председник Окружног суда у Сомбору.
Ова комисија је имала низ извештаја од стране Окружног комитета КПС за Срем и Саве Косановића тадашњег министра у Савезној влади, у којима је указивано и на геноцид над Србима у НДХ, али и на етничке промене које су настајале у празном простору (напуштеном од стране Немаца и Мађара) насељавањем Хрвата из Херцеговине и Загорја. Нарочито је карактеристичан извештај Саве Косановића „Када је Војводина остала делимично пуста у крајевима где су живели Немци, ту се сада тенденциозно убацују читаве масе Хрвата“…“У простору између канала Петра I и Дунава (срезови сомборски, паланачки, оџачки, кулски, апатински и новосадски) насељено је од 1. новембра 1944. године до маја 1945. године око 30.000 Хрвата, а у источни Срем (Инђија, Стара Пазова) око 3.000 Хрвата. У извештају наведеног окружног комитета наводе се подаци о геноциду над српским живљем у Вуковарском, Шидском и Винковачком срезу, где је ликвидирано више хиљада Срба, а на њихово место досељено више хиљада Хрвата.
Каквим подацима комисија располаже? Када је реч о Барањи коришћен је податак да у њој живи 10.000 Срба и 11.000 Хрвата (према белешкама М. Ђиласа). Ко су међутим Хрвати у Барањи? То су скоро искључиво Буњевци, бивши православци , а касније под влашћу Мађара поунијаћени да би се тај процес наставио у НДХ за време рата, па ће тако бити „уписани“ у хрватску нацију. Након што им је отет део Барање у у подручју Баје, Печуја и Мохача, Срби сада губе и њен јужни део. Разумљиво је да се уз овакав површан неисторијски приступ, питање одлуке о додељивању Барање Хрватској не поставља. Све је наизглед логично а у суштини је мутно и по Србе неправедно. Како се Милован Ђилас односи према осталим проблемима? Само према његовим белешкама може се закључити како је Србе превео жедне преко воде. Он је отворио проблем припадности Војводине у целини: и проблем Бачке, и проблем Баната и проблем Срема, и проблем Барање. Нејасно је да ли је то био део континуираног антисрпског односа којим се руководило вођство КПЈ. На тако питање наводи нас чињеница да ратно вођство народно-ослободилачког покрета није имало прецизан став како ће се после рата политички односи на Космету, у Санџаку и у Војводини. Оно је у ствари одложило ова питања за послератни период, када би питање ових простора можда добило и међународне атрибуте.
Када би се иоле уважио историјски принцип онда би се морале у обзир узети све етничке промене остварене након формирања Бановине Хрватске 1939. године, а нарочито промене настале за време хрватске и мађарске окупације Војводине током Другог светског рата. Ликвидацијом огромног броја Срба у Срему, источној Славонији и Бачкој, а унијаћењем и покатоличењем Буњеваца и Шокаца у Барањи, радикално је измењен национални састав становништва. У таквим околностима наслућује се позадина постављања питање Војводине у целини. Бачка као саставни део Војводине ушла је у састав Србије још новембра 1918. године. Пошто је у Бачкој живео и знатан број Хрвата, Ђилас очигледно отвара ово питање да би дошао до компромиса. Бачка остаје Србији, источна Славонија Хрватској. Поставља се међутим питање зашто се у игру укључују само поједина питања. Ако је у „игри“ Бачка у односу на Срем и Источну Славонију, зашто се не отвара питање Посавине, западне Славоније, Кордуна, Баније и Лике. Сви ови подаци говоре о трагично лошем положају „победничких“ Срба после Другог светског рата, готово на свим просторима где су се населили Срби су били губитници. О Србима у Словенији није било ни речи, јер су претежно били асимиловани. У Хрватској су им отети Конавли и Дубровник а Далмација, бар њен део од ушћа Цетине на које су полагали и историјско и етничко право (само не верско јер су Срби на овим просторима били масовно покатоличени), припојена је у целини Хрватској док им на просторима у Хрватској где су били већински народ није дата ни културна, а камоли политичка аутономија. У Босни и Херцеговини, вештачки створеној републици, Србима је задат највећи удар јер се њеним формирањем оснажен ратни савез Хрвата и муслимана; на Космету је потврђено ратно протеривање Срба, у Македонији граница је одвојила огроман број Срба од матичне републике, а такође је потврђено протеривање Срба са ове територије за време рата.
Каквим подацима располаже Ђилас? У његовим белешкама (чувају се у архиву Југославије, фонду ЦК ЦКЈ, X2-1/1) налази се податак о националном саставу становништва: у Бачкој је било 188.000 Срба, 92.000 Хрвата; у Банату је било 264.000 Срба и 11.000 Хрвата; у Срему 195.000 Срба и 52.000 Хрвата. Ту су и подаци за Илок: 9.354 Срба, 6.805 Хрвата, 5.046 Словака и 1.274 Мађара. За целу Војводину наводе се следећи подаци; 660.000 Срба, 170.000 Хрвата (укључио и Буњевце), 100.000 осталих Словена, као и 495.000 Мађара и 390.000 Немаца. Ови подаци по свему судећи повађени су из неких претходних статистичких годишњака и у многоме су били нетачни. То ће ускоро показати први послератни попис становништва 1948. године. Бар у три групације ови подаци су били нетачни: знатан број компромитованих Мађара био је напустио Југославију, готово цела немачка група повукла се са територије Југославије, заједно са немачким јединицама; у истој колони емиграната нашао се и немали број Хрвата који су посебно у Срему чинили злочин над српским живљем. Најзад не зна се да ли су овим пописом обухваћени Хрвати који су се током рата населили у Војводину.
Тешко је на основу оскудних аргумената процењивати разлоге повезивања питања Бачке, Срема и источне Славоније и Барање. Ђилас није спреман да открије мотиве повезивања ових питања, због личне одговорности пред својим народом. Можда се одговор може назрети у покушају Хрвата да добију Срем. Тај покушај први пут је учињен током рата. У том периоду ослободилачким ратом водила су партијска руководства. Када је НДХ окупирала Срем тада је ЦК КП Хрвтаске тражио да му се повери организовање НОБ на овом терену као и руковођење партијском организацијом. То је тада ЦК КПЈ одбио. Али у свим приликама кад год су смели то да искажу, у периоду ауторитарне власти у Југославији, хрватски руководиоци су истицали право наслеђа над територијама које је била окупирала Аустро-Угарска, укључујући и Срем, који никада у историји није ни етнички ни историјски имао везе са хрватском државом.
Није ли дакле тада отворено питање Бачке на начин којим ће се доћи до потврде њеног остајања у Србији да би се лакше прогутала горка пилула о припајању Барање и источне Славоније Хрватској. Површан и на шупљим аргументима заснован приступ проблему разграничењу Србије и Хрватске убрзавање решења без позива на историјске и етничке принципе, без позива на стање пре извршеног геноцида, нелогично повезивање питања која нису постављена са онима која оптерећују односе Србије и Хрватске – говори о томе да је о решењу проблема разговарано у најужем политичком врху и да је Ђилас добио задатак да договорене ставове само потврди. Могуће је да је тај договор постигнут између Тита, Кардеља, Хебранга и Ђиласа. Али то су само претпоставке, за које немамо доказа. Већ током рата било је извесно да Хрватска не може рачунати на Срем, јер су управо Срби на овом простору, на коме имају огромну етничку превласт, претрпели нечувени геноцид, јер су они подигли устанак и цело време рата водили упорну борбу против немачких окупатора и усташа и јер су на крају рата дали огроман допринос дефинитивној победи. Према томе никаква сила није могла дати Срем у руке Хрватској, поготово што ни једног ваљаног принципа за такво решење није било. Зато се првенствено манипулише Бачком. Захтеви хрватске етничке групе да се Хрватској прикључи северна Бачка са Суботицом и да се Мађарска мањина поцепа на део који ће припасти Хрватској и део који ће припасти Србији (Војводини) толико су бесмислени плитки, и нелогични да је и последњем политичком лаику да се они ме могу прихватити. Поготово што је део мађарске националне мањине подстакнут и усмерен и од српских-војвођанских комуниста организовано пружио отпор окупатору спасавајући образ овој мањини. Здружени у рату са српским борцима они нису били вољни да после рата буду цепани у две федералне јединице. Нарочито су размишљања о давању Суботице Хрватима била лишена сваке здраве логике, јер би тада овај град остао на периферији Хрватске, одвојен од суштинских привредних , културних и других веза са Новим Садом, Београдом и другим подручјима Покрајине. Тако се полако стеже обруч око источне Славоније и припрема терен за њено несметано давање под управу Хрватској.
Крајем рата у Винковачком срезу у селима Јармина и Винковчком Новом Селу населили су се Хрвати након што су их напустили Немци. У селима Лазе, Мирковци и Ориолик населило се око 2.000 Хрвата, села Мирковци надомак Винковаца нарочито нам је познато из последњег рата када је нови усташки покрет хтео да га практично угуши. У Вуковару само током окупације насељено је преко 1.000 Хрвата. На пустарама Ада, Палача, Салаш у околини Вуковара пре рата су били колонизовани Срби – добровољци из Првог светског рата, а под усташком управом током рата сви су протерани. На место њих дошло је око 1.000 Хрвата из Загорја. С друге стране, мета геноцида било је неколико српских села и град Вуковар у којем је побијено преко 1.000 Срба. Та села страдала у Другом светском рату, била су средиште нових усташких напада у грађанском рату 1991-1995. То су Бобота, Вера, Трпиња, Бршадин, Маркушица, Острово, Негославци.
У четири среза спорна у разграничењу Србије и Хрватске године 1945, оперисало се следећим подацима.
Срез Шид: укупно 22 насеља, 17.869 Срба (4000 поубијаних током рата од стране усташа) 13.008 Хрвата, 2.886. Русина, 1.334 Словака;
Винковачки срез: укупно 26 насеља, 4.166 Срба, 42.388 Хрвата, 5.952 Немаца (тада су већ били напустили Југославију , а на њихово место масовно су досељавани Хрвати), 2.307 Мађара (нису убројани бројни побијени и протерани Срби)
Вуковарски срез: укупно 27 насеља, 23.186 Срба (без протераних Срба из пустаре Ада, Палача и Салаш, без побијених преко 1.000 Срба током рата). 16.200 Хрвата, 4.158 Мађара. Нарочито велика концентрација Срба је у 16 насеља у којима живи
18.915 Срба и 7.655 Хрвата. Када се издвоји град Вуковар, односно осталих 11 насеља, Хрвати у њима имају већину становништва. Да није било геноцида у овим осталим насељима вероватно би била констатована етничка равнотежа.
Срез Илок: укупно узев у целом срезу постојала је српска већина. Међутим град Илок, као и села Шаренград и Љуба имају хрватску већину, док села која су на истоку- Нештин, Сусек, Баноштор имају апсолутну српску већину. У срезу Илок по Ђиласовом наводу 9.354 Срба, 6.805 Хрвата, 5.046 Словака и 1.274 Мађара.
Запрепашћује податак о томе да резултати геноцида нису узимани у обзир. Ако се при свему томе има у виду и податак да је цео овај простор био покривен сремским фронтом, на коме су се донедавно водиле жестоке борбе, те да је становништво било распршено на све стране, да су бројни Хрвати компромитовани учешћем у усташким јединицама трајно били напустили територију ових срезова, види се јасно да комисија оперише погрешним подацима, често фалсификованим, добијеним „на реч“. Цела слика тако је искривљена. Куда води такав рад најбоље показује решење до кога се дошло за Барању. Формално, Ђилас и остали чланови комисије утврђују да је однос између Хрвата и Срба у Барањи 11.000:10.000 у корист Хрвата. Међутим пуне четири године ово подручје је под мађарском окупацијом. Срби су били изложени терору, исељавању, убијању и то доводи до радикалне промене етничке слике. Најзад није ли дарежљивост према Хрватима у овом случају била амортизација Хебранговог (вероватно и Титовог) беса што се Хрватска не протеже све до Земуна. Уосталом већ 1943. године када је ЦККПХ тражио јурисдикцију над просторима које је окупирала Хрватска, били су видљиви њени планови. Дакле Барања се даје Хрватској иако никада у историји није била њена територија, иако је као саставни део Војводине, одлуком скупштине Војводине, већ ушла 1918. године у састав Србије.
Било је извесно да врата Срема – срез Шид ни по којој логици не могу бити предати Хрватској. Међутим комисија овде поступа мимо сваке логике, цепа срез Шид на два дела. Тако села Опатовац, Ловас, Товарник, Подграђе, Адашевци, Липовац, Строшинци бивају уступљени, а села Махово, Бабска варош, Шид, Илинци, Мала Вашица, Батровци и Моровић остају у Србији. Када је реч о Вуковарском срезу принцип се мења пошто је у граду Вуковару већина Хрвата – цео срез се даје Хрватској. Као додатни разлог за ово „решење“ наводе се и комуникацијске предности ако се овај срез преда Хрватској, док се за Илок само мало јужније тврди обрнуто. Исти је поступак и на срез Винковци, Уместо да поступи доследно, у складу са решењем за Шид за срез Винковци занемарују се историјски и етнички и било кави логички принципи, те се цео срез уступа Хрватској. Све ово говори да је формирање комисије била чиста фарса – да је хрватски лоби извукао од Тита, на неком тајном затвореном састанку, максимум обећања иначе неповољних по српски народ. Ђилас и остали чланови комисије само су формални егзекутори већ донетог решења. Тешко је иначе одгонетнути како се Илок нашао у саставу Хрватске. Комисија је констатовала српску већину у срезу, као и то да је Илок, као дунавско пристаниште, окренут у привредном смислу Војводини. Његово прикључење Хрватској, због лоших комуникација успорило би његов развој. Можда би касније требало размотрити могућност да се Илок и села на западној страни среза прикључе Хрватској. То „касније“ десило се много раније, нема докумената о томе. Могуће је да је ово питање решено као и нека друга. – на највишем врху, без мериторних одлука надлежних органа. Аутор књиге „Границе“ Грађевинска књига, Београд 1991. године) Миодраг Зечевић и Богдан Лекић уложили су посебне напоре да дођу до одговора на ово питање, али без успеха. При том да напоменемо – Миодраг Зечевић је директор Архива Југославије, дакле институције која би апсолутно морала имати документа о томе.